# John Chandler Gurney
John Chandler Gurney (Yankton, 1896. május 21. – Yankton, 1985. március 9.) az Amerikai Egyesült Államok szenátora (Dél-Dakota, 1939–1951).